# Levesville-la-Chenard
Levesville-la-Chenard é uma comuna francesa na região administrativa do Centro, no departamento Eure-et-Loir. Estende-se por uma área de 13,5 km². Em 2010 a comuna tinha 221 habitantes (densidade: 16,4 hab./km²).